# Драконово дърво от Сокотра
Драконовото дърво (Dracaena cinnabari) е вид растение от семейство Зайчесянкови (Asparagaceae). Видът е уязвим и сериозно застрашен от изчезване.
Произхожда от архипелага Сокотра в Индийския океан. Името му произлиза от червения сок, който изпуска.

## Описание
| Плодове на драконово дърво |  | Драконово дърво – цвят и ствол с белези от прорези за добив на смола |
| Плодове на драконово дърво |  | Драконово дърво – цвят и ствол с белези от прорези за добив на смола |

Драконовото дърво е най-известното и отличително растение на остров Сокотра. Короната му е с форма на чадър от гъсто разположени клони. Подобно на други едносемеделни, като палмите, драконовото дърво расте само от върха на стъблото с дълги (до 60 см и 3 см ширина), гъсто разположени в розетки листа. Клоните са дебели и здрави и показват дихотомни разклонения – където всеки един многократно се разделя на две части. За разлика от повечето едносемеделни растения при Dracaenaceae се наблюдава вторичен растеж. Всички листа се сменят на всеки 3 – 4 години, когато синхронно съзряват новите листа. Разклонения обикновено се появяват, когато растежа на крайната пъпка се спира, вследствие на цъфтеж или травматични събития (като щети от растителноядни животни).
Драконовото дърво обикновено цъфти около февруари и не се различава според местоположението. Цветовете са преобладаващо по върховете на клоните. Цветовете имат съцветия, които носят малки групи от ароматни бели или зелени цветове. На месестите плодове им отнема 5 месеца до пълното узряване, като през това време променят цвета си от зелен през черен до оранжево червен. Плодовете отделят тъмночервена смола (известна като „драконова кръв“). Всеки плод има между 1 и 3 семки, които се разпръскват от хранещи се с месестата част птици (обичайно от вида Onychognatus) и други животни. Семената са 4 – 5 мм в диаметър и тежат средно 68 мг. Размножаването се извършва лесно и с резници в пясък.
Продължителността на живота му може да надмине 400 години. Необичайната форма на драконовото дърво е адаптация за оцеляване в безводни условия с ниски количества на почва, характерни по планинските върхове. Голямата и компактна корона осигурява сянка и намалява изпарението. Сянката спомага и за оцеляването на разсада намиращ се под възрастните индивиди, обяснявайки защо дърветата са склонни да растат близо едно до друго.

## Таксономия
Първото описание на драконовото дърво е направено по време на проучването на остров Сокотра при експедицията водена от генерал-лейтенант Wellsted на Източноиндийската компания през 1835 г. Първоначално получава името „Pterocarpus draco“, но през 1880 г. шотландския ботаник Isaac Bayley Balfour прави официално описание на вида и го преименува на „Dracaena cinnabari“. Драцена има 60 – 100 вида, като „Dracaena cinnabari“ е един от само 6-те дървесни вида.

## Екология

### Заплахи
Въпреки че повечето от неговите екологични местообитания са все още непокътнати, има нарастващо население с промишлено и туристическо развитие. Това поставя под завишен натиск драконовото дърво, вследствие процеса на сеч, прекомерната паша при която селскостопанските животни се хранят с цветовете и плодовете му и плановете за инфраструктурно развитие. Въпреки че драконовото дърво е силно разпространено, местообитанията му вече са фрагментирани. Много от неговите популации страдат поради лоша регенерация. Една от най-големите заплахи на вида е непрекъснатия за последните няколкостотин години процес на постепенното изсушаването на архипелага Сокотра. Това е довело до намаляване продължителността на мъглата и облаците около района и отдалечаване от периода на лесно процъфтяваща дървесна растителност. Очаква се засушаването до 2080 г. да предизвика намаляване с 45% на наличните местообитания за драконовото дърво.
Допълнителни заплахи за драконовото дърво включват събирането на реколтата от смола и използване на листата за направа на въжета. Някои от драконовите дървета са използвани за кошери, което по принцип е забранено. Това показва каква заплаха представлява сривът в традиционните практики на острова.
Най-добре запазения ареал на драконово дърво се намира във варовиковото плато „Rokeb di Firmihin“. То обхваща приблизително 540 хектара (1300 дка) на гори с множество редки и ендемични видове. Изследванията показват, че през следващите десетилетия броят на дърветата в тази гора ще намалее поради липсата на естествено възобновяване.

### Опазване
Уникалните флора и фауна на архипелага Сокотра се счита за част от световното наследство от сайта за световно наследство Global 200 Ecoregion. Той е център на растително разнообразие и ендемични видове птици. Полагат се множество усилия за създаване и подкрепа на устойчиви местообитания и управление на биологичното разнообразие. Драконовото дърво е сред видовете за които се полагат най-много усилия за опазване, от което се облагодетелстват и други растителни и животински видове в областта. Ограничава се пашата, изграждат се заграждения и се избягва пътното строителство в ареала на дървесния вид. За драконовото дърво се предприема и напояване на разсад, както и участието на местните общности в засаждане на разсад.

## Приложение
Драконовото дърво се използва като стимулант (при гаргара с вода), като средство за предизвикване на аборт, за стягане на кожата и в пастите за зъби (още от 18 век).
От дърветата може да бъде събирана реколта от пурпурно червена смола, наречена драконова кръв, която е била високо ценена в древния свят и все още се използва днес. Около басейна на Средиземно море смолата се използва като оцветител, лекарство, багрило за вълна, лепило за керамични съдове, освежител за въздух и червило. Заради вярата, че това е кръвта на дракон тя се използва и в ритуална магия и алхимия. Местните жители от града на остров Сокотра използват драконовата смола като панацея – като коагулант, лек за диария, дизентерия, заздравяване на рани, язви в устата, гърлото, червата и стомаха, понижаване на телесната температура при треска и др.
През 18 век драконовата смола е била ползвана като лак от италианските лютиери. Оцветяването на цигулките с тази суровина продължава.